# بريمو ليفي
بريمو ليفي (بالإيطالية: Primo Levi)‏ (31 يوليو 1919 - 11 أبريل 1987) هو كيميائي وكاتب إيطالي يهودي، وأحد الناجين من الهولوكوست. ألّف ليفي عدة كتب وروايات ومجموعات قصصية ومقالات وقصائد، اشتهر منها على نحو خاص كتابيه: «إذا كان هذا إنسانا» عن عام اعتقاله في معسكر أوشفيتز بيركينو النازي في بولندا، و«الجدول الدوري»، وهو مجموعة قصصية يقتدي فيها المؤلف بخواص بعض العناصر الكيميائية لعكس تجربته ككيميائي يهودي يعيش في ظل نظامٍ فاشي.
توفي ليفي في 11 أبريل 1987، إثرَ سقوطِه من الطابق الثالث حيث شقته . اعتبر الطبيبُ الشرعي أنّ الرجلَ قد انتحرَ وقد وافق على فرضيّة الانتحار ثلاثة ممن اهتموا بتدوين سيرته، مشيرين أنّه في سنواته الأخيرة عانى من حالة اكتئابٍ حادّة. إيلي فيزيل، الناجي من أوشفيتز والحائز على جائزة نوبل كتب يقول : «بريمو ليفي مات في أوشفيتز، قبل أربعين عامًا» من انتحاره.
كتب ليفي عن مذكرات آن فرانك: «"تحركنا آن فرانك أكثر من الضحايا اللامحدودين الذين ظلوا مجهولين، وربما يجب أن يكون الأمر كذلك. إذا كان على المرء أن يظهر التعاطف مع كل واحد منهم، فإن الحياة ستكون غير مستدامة."»

## روابط خارجية
- بريمو ليفي على موقع IMDb (الإنجليزية)
- بريمو ليفي على موقع الموسوعة البريطانية (الإنجليزية)
- بريمو ليفي على موقع مونزينجر (الألمانية)
- بريمو ليفي على موقع ألو سيني (الفرنسية)
- بريمو ليفي على موقع ميوزك برينز (الإنجليزية)
- بريمو ليفي على موقع أول موفي (الإنجليزية)
- بريمو ليفي على موقع قاعدة بيانات برودواي على الإنترنت (الإنجليزية)
- بريمو ليفي على موقع إن إن دي بي (الإنجليزية)
- بريمو ليفي على موقع ديسكوغز (الإنجليزية)
- بريمو ليفي على موقع قاعدة بيانات الفيلم (الإنجليزية)